# Fukusima prefektúra
Fukusima prefektúra Japánban, a Honsú szigeten, a Tóhoku régióban fekszik. Fővárosa Fukusima.

## Nagyvárosok
13 város található ebben a prefektúrában.
| - Aizuvakamacu - Date - Fukusima (székhely) - Ivaki - Kitakata - Kórijama | - Minamiszóma - Motomija - Nihonmacu - Sirakava - Szóma - Szukagava - Tamura |

## Kisvárosok, falvak
| - Adacsi körzet - Ótama - Date körzet - Kavamata - Koori - Kunimi - Futaba körzet - Futaba - Hirono - Kacurao - Kavaucsi - Namie - Naraha - Ókuma - Tomioka - Higasisirakava körzet - Hanava - Szamegava - Tanagura - Jamacuri | - Isikava körzet - Aszakava - Furudono - Hirata - Isikava - Tamakava - Ivasze körzet - Kagamiisi - Tenei - Kavanuma körzet - Aizubange - Janaizu - Jugava - Minamiaizu körzet - Hinoemata - Minamiaizu - Simogó - Tadami | - Nisisirakava körzet - Izumizaki - Nakadzsima - Nisigó - Jabuki - Ónuma körzet - Aizumiszato - Kanejama - Misima (Fukusima) - Sóva (Fukusima) - Szóma körzet - Iitate - Sincsi - Tamura körzet - Miharu - Ono - Jama körzet - Bandai - Inavasiro - Kitasiobara - Nisiaizu |